# Constitution iroquoise
Lire en ligne

Texte en anglais

La constitution de la nation iroquoise, ou Gayanashagowa (mot qui signifie « grande loi qui lie » ou « grande loi de l'Unité » ou « grande loi de paix ») est l'ancien code juridique des Iroquois rédigé en 1720 en anglais sous forme de 117 paragraphes qui comprennent une constitution et quelques rares dispositions de coutume. Son fonctionnement avait été décrit en détail dès 1702 par le Français Louis Armand Delom d'Arce.
La Confédération iroquoise fut l'entité politique la plus puissante en Amérique du Nord pendant deux siècles avant Christophe Colomb, et pendant les deux siècles après. Ses membres la nommaient Haudenosaunee, c'est-à-dire « le peuple des maisons longues ».[réf. nécessaire]

## Origine
Ces lois se sont transmises, depuis le XIIe siècle selon la tradition orale qui sont actuellement conservées par la Nation Onondaga. Le prophète Deganawida, appelé le Grand Pacificateur, et son disciple Hiawatha, qui prêchaient la Grande Paix, rassemblèrent les chefs à un Congrès chez les Onontagué durant lequel ces lois furent édictées.
La Gayanashagowa codifie les fonctions du Grand Conseil des Iroquois et indique comment les cinq, puis six nations iroquoises doivent s'y prendre pour résoudre leurs différends, équilibrer leurs échanges et coexister pacifiquement.
Rédigée en 1720, elle est composée de 117 paragraphes.

## Contenu

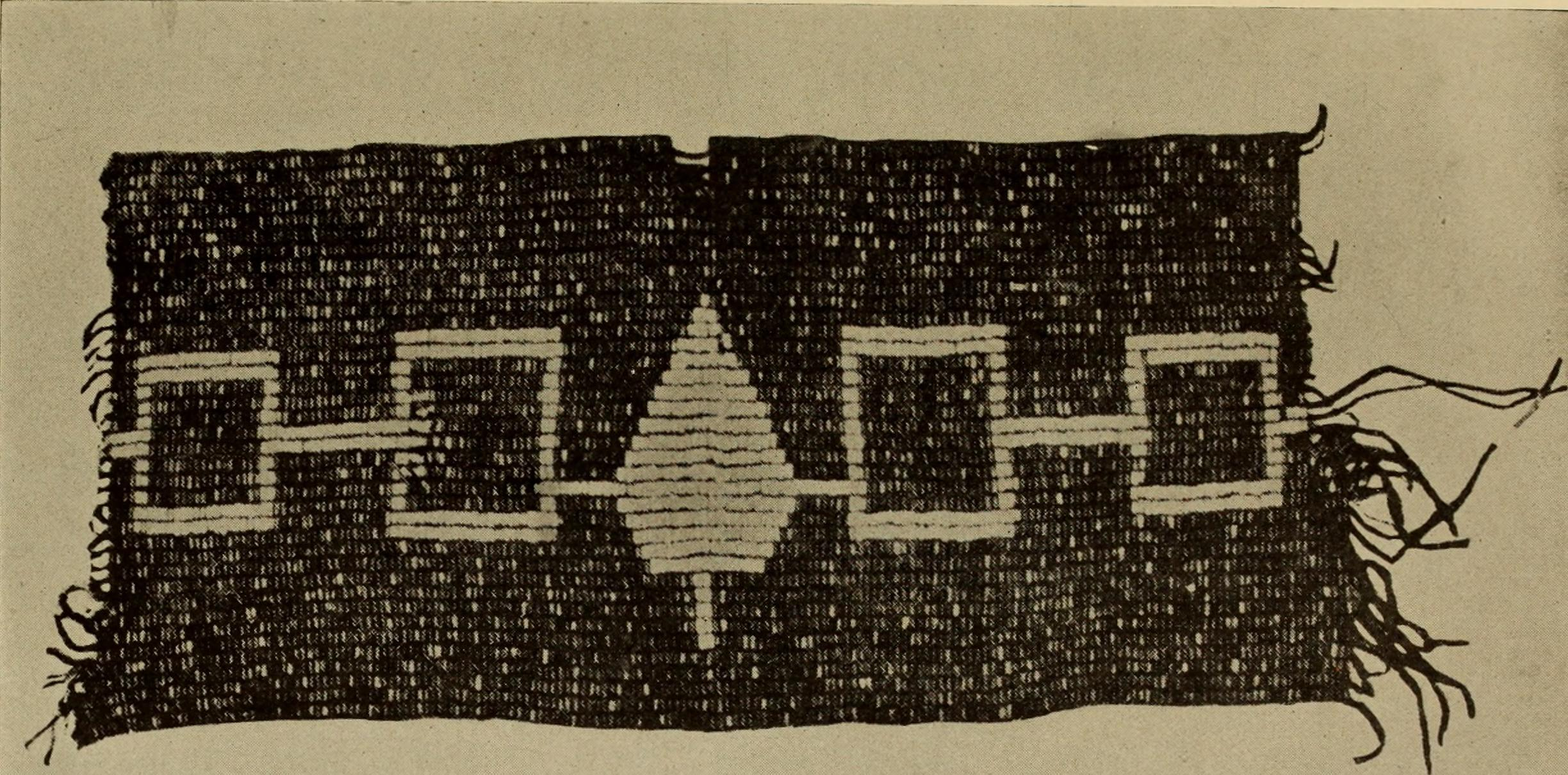
Ceinture de wampum Hiawatha (1909)

### Disposition constitutionnelles
Les 34 premiers articles de la  constitution de la nation iroquoise organisaient le pouvoir politique et le système de représentation en définissant les fonctions des cinquante porte-paroles, appelés royaneh, les sachems, qui siègent au Conseil des nations. Cette constitution est confédérale: elle n'établit pas un régime unitaire et donne à chaque nation des fonctions différenciées.
- Droits, devoirs et titres des seigneurs (articles 17 à 34) :
- Élection des "chefs du Pin" (article 35) :
- Noms, devoirs et droits des chefs de guerre (articles 36 à 41) :
- Clans et consanguinité (articles 42 à 54) :
- Emblèmes officiels et sceaux (articles 55 à 66) :
- Lois d'adoption (articles 66 à 70) :
- Lois sur l'émigration (articles 71 à 72) :
- Droit des nations étrangères (articles 73 à 78) :
- Droits et pouvoirs de la guerre (articles 79 à 91) :
- Droit de sécession (article 92) :

- Cérémonies religieuses (articles 99 à 104) :
- Musiques d'installation (articles 105 à 107)

Le système de prise de décision est fondé sur le principe de subsidiarité.

### Dispositions coutumières
- Droits des peuples des Cinq-Nations (articles 93 à 98) :
- Protection des maisons (article 107) :
- Cérémonies funéraires (articles 108 à 117) :